# Endophthora
Endophthora is een geslacht van vlinders van de familie echte motten (Tineidae).

## Soorten
- E. omogramma Meyrick, 1888
- E. pallacopis Meyrick, 1918
- E. rubiginella Hudson, 1939
- E. tylogramma Meyrick, 1924